# Si j'étais roi
Personnages
- Zéphoris, un pécheur (ténor)
- Néméa, princesse de Goa (soprano)
- Piféar, un pécheur (ténor)
- Zélide, sœur de Zéphoris (soprano)
- Moussol, roi de Goa (baryton)
- Kadoor, cousin et ministre du roi (basse)
- Atar, un ministre (basse)
- Zizel, un magistrat (basse)

Si j'étais roi est un opéra-comique en trois actes d'Adolphe Adam. Le livret a été écrit par Adolphe d'Ennery et Jules-Henri Brésil. Il a été présenté pour la première fois au Théâtre lyrique (Théâtre-Historique, boulevard du Temple) le 4 septembre 1852.
Si j’étais roi peut prendre place parmi les plus heureuses productions d’Adam. L’œuvre fut reprise, entre autres, à Bruxelles (1853), à La Nouvelle-Orléans (1856), à Turin (1858) et à Soerabaya (1864).

« Si l’œuvre n’est pas aussi complètement égale comme ton et comme couleur générale, elle brille du moins par un grand charme, par une grâce piquante, par une verve rare [...], entre autres pages adorables, la jolie romance de Zéphoris : J’ignore son nom, sa naissance…, d’un accent si mélancolique et si touchant, et les couplets du roi : Dans le sommeil, l’amour, je gage… qui sont vraiment empreints d’un grand sentiment poétique. »

## Synopsis
Dans le royaume de Goa, dans une Inde de fantaisie,

### Acte 1
(Un site pittoresque sur le bord de la mer).
Un pêcheur nommé Zéphoris a sauvé des eaux, au moment où elle allait se noyer, une jeune femme dont il est depuis profondément épris.
Sur la plage, avant de partir travailler, les pêcheurs dont Zéphoris, Zélide (sa sœur) et Piféar (son ami) sont rançonnés par un magistrat corrompu nommé Zizel.
Piféar – qui aime Zélide – se fait messager pour un mystérieux seigneur. Il pense qu’il s’agit de billets doux, mais Zéphoris lui souffle qu’il pourrait sans doute s’agir de trahison. Justement le seigneur arrive. C’est le prince Kadoor, un membre de la famille royale qui lui donne un nouveau message.
Le roi et toute la cour arrive ensuite. Néméa explique qu’elle a manqué de se noyer mais qu’elle ne connaît pas son sauveur. Elle se montre disposée à épouser ce dernier : « Si celui qui m'a sauvée se présente à moi, s'il me redit ces paroles suprêmes que m'arrachait le désespoir quand j'allais mourir; si ce seigneur est de haute naissance; et si Sa Majesté daigne le permettre, je lui donnerai mon cœur et ma main. » Kadoor arrache alors à Zéphoris, qui a reconnu la princesse, la description de son sauvetage et la promesse de rester muet. Il se fait alors passer pour le sauveteur de Néméa auprès d’elle.
Alors que tout le monde s’est retiré, Zéphoris, désespéré, finit par s’endormir au bord de la mer après avoir tracé sur le sable ces mots : « Si j’étais Roi ! »
Le roi Mossoul, accompagné de Néméa, vient à repasser sur la plage. Il voit le pêcheur endormi avec les mots tracés dans le sable et il ordonne alors que l’on drogue Zéphoris puis qu’on le transporte à la cour, où il sera roi pendant un jour. "Il désire être roi, Et le roi, pour un jour, lui donne son royaume. Nous verrons ce qu'il en fera, Et comment il s'en tirera."

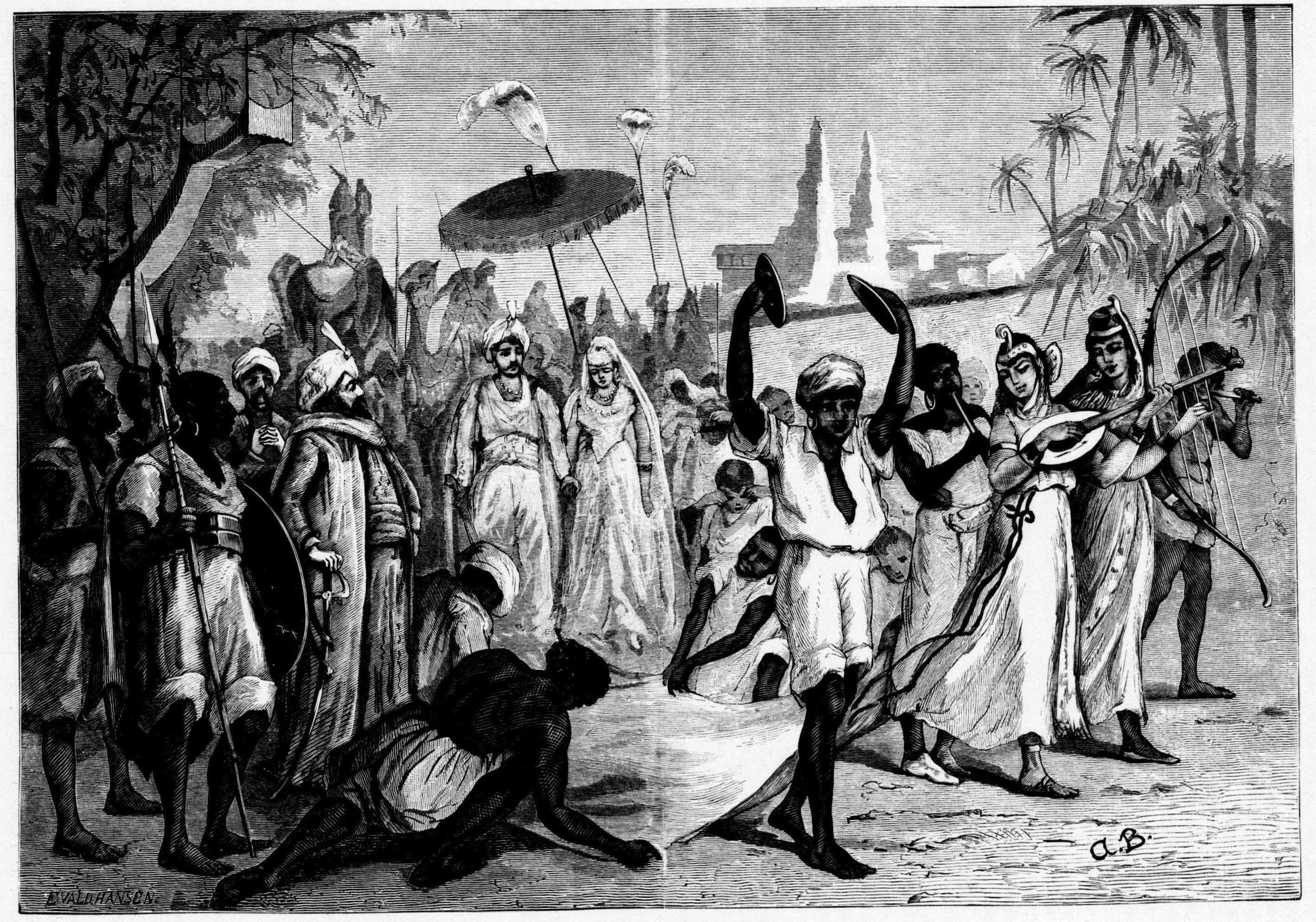
Acte 1, scène VII : Le roi Moussol et Néméa arrivent sur la plage.

### Acte 2
(La salle du trône dans le palais du roi Moussoul).
Mossoul, le roi de Goa, explique à tous sa fantaisie : tous doivent faire comme si Zéphoris était roi depuis toujours et cela pendant une journée. Au réveil de Zéphoris, tous suivent les ordres de l’éphémère monarque.
Zéphoris, remis de sa surprise et pas vraiment dupe de la situation, prend son règne très au sérieux. Il dirige le conseil des ministres où il ordonne qu’on châtie Zizel, le magistrat corrompu de l’acte 1. Il prend également connaissance des mouvements de l’armée qu’il rappelle secrètement à Goa. En effet, il craint qu’une escadre portugaise, aperçue non loin des côtes ne menace directement le royaume.
Enfin, il rencontre à nouveau Néméa et obtient de Kadoor d’être délié de sa promesse. Il peut alors dire à la princesse qu’il est son véritable sauveteur et va pour l’épouser en convoquant les prêtres. Son verre de vin est alors drogué et le règne de Zéphoris s’achève. Profitant de la présence des prêtres, Kadoor souhaite alors épouser Néméa. Celle-ci refuse alors tout net : "Jamais il n'eût mon cœur, il n'aura pas ma main."

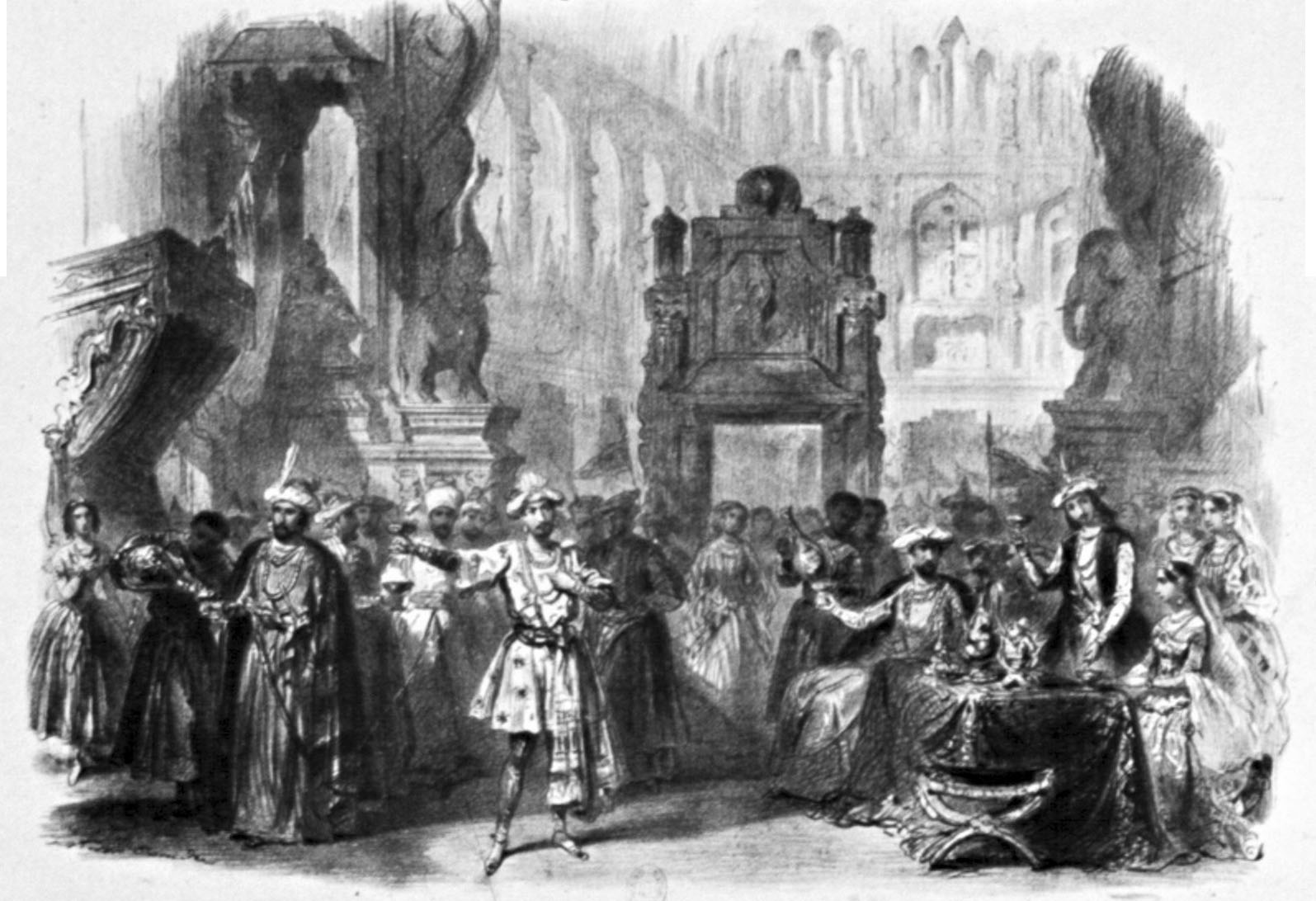
Acte 2, scène IX : Mariage de Zéphoris

### Acte 3
(Une cabane de pêcheur).
Pendant que Zéphoris est encore endormi, Piféar explique à Zélide son malheur : il a été mis en prison et sa barque a été coulée sur ordre du roi ! Ce sont en effet des ordres que Zéphoris a donnés à l’acte 2 pour qu’il cesse de porter les messages de Kadoor, complice des Portugais. Zélide console bien Piféar en lui offrant de l’argent pour racheter sa barque et en acceptant de lui un baiser.
Zéphoris se réveille alors. Il croit être devenu fou lorsque Néméa paraît et lui explique ce qu’il s’est passé. Émue elle-même, elle lui explique toutefois que son amour est impossible. Zéphoris lui rend alors l’anneau qu’il conservait d’elle depuis son sauvetage. Elle se retire alors et Kadoor entre dans la pièce. Il veut tuer le pêcheur qu’il accuse de parjure. Néméa, revenue sur ses pas, intervient pour lui sauver la vie. "Un vil pécheur peut-il prétendre? - S'il ne peut monter jusqu'à moi, jusqu'à lui je saurai descendre."
Sur ce, le Roi intervint, il est également en colère, car il a découvert que son armée était revenue à Goa. Zéphoris s’explique alors : il savait que Kadoor envoyait des messages aux Portugais. Ces derniers sont sur le point de débarquer et l’armée est là pour les combattre et les vaincre. Zéphoris a sauvé le royaume et Kadoor est banni !
Reconnaissant, le roi bénit enfin l’amour de Néméa et de Zéphoris.

## Contexte de la composition et premières représentations
Après une période de deuil et de maladie, l’année 1852 est particulièrement féconde pour Adam. Il compose en effet six ouvrages durant la période : Giralda, le Farfadet, Si j’étais Roi, la Fête des Arts, Orfa et la Faridondaine.
Jules Séveste, alors directeur du Théâtre-lyrique, commanda à Adam de mettre en musique un livret de MM. d’Ennery et Brésil. Il le pria d’être rapide pour que l’ouvrage puisse être joué à l’époque de la réouverture annuelle, au mois de septembre. Comme il s’agissait de trois actes fort importants, Adam refusa d’abord et proposa son confrère Clapisson. Ce dernier, occupé par la composition des Mystères d’Uldophe, qu’il allait donner à l’Opéra-Comique, ne put prendre aucun engagement supplémentaire. Séveste revint donc à Adam qui finit par accepter. « Je me mis au travail le 28 mai, le 9 juin, le premier acte était terminé, on répétait le 15, et le 31 juillet toute ma partition était écrite et orchestrée. » Confronté au choix des acteurs, Séveste et Adam convinrent de composer deux troupes qui joueraient en alternance. « Les répétitions marchaient bien ; les deux troupes y mettaient la même ardeur ; tous les rôles étaient doublés, excepté celui de Laurent, mais c’était un travailleur, un bon pensionnaire, et il promettait de jouer tous les soirs. La première représentation eut lieu le 4 septembre, la seconde le lendemain ; le succès fut grand, et les deux troupes eurent chacune leurs admirateurs. Mme Calson était plus belle et plus dramatique, Mlle Sophie Noël plus cantatrice. Seul, Laurent n’avait pas de rival ; son succès le payait de son zèle. Il joua, je crois, quarante jours de suite ; Grigon débuta ensuite dans son rôle, et il donna la possibilité de se reposer. »

## Discographie
- 1960 : Si j'étais roi : Liliane Berton (Néméa), André Mallabrera (Zéphoris), René Bianco (Moussol), Henri Médus (Kadoor), Pierre Heral (Zizel), Bernard Alvi (Piféar), Andrée Gabriel (Zélide). Orchestre de la Société des concerts du Conservatoire, dirigé par Richard Blareau. Universal Classics, France.